# Vanessa Donelly
Vanessa Donelly (* 1992) ist eine deutsche Filmkomponistin, Produzentin, Musikerin (Klavier) und Musicalkomponistin.

## Leben
Vanessa Donelly studierte klassisches Klavier bei Erika Lux und Ewa Kupiec, später Jazzklavier bei Tino Derado, Gesang bei Sophie-Charlotte Beese, Geige bei Meike Bertram und Chor- und Orchesterleitung bei Martin Lill und Frank Löhr an der Hochschule für Musik, Theater und Medien Hannover. Während ihres Studiums lernte sie den Filmmusikkomponisten Randall Meyers (Sofies Welt) kennen, der sie von da an die Filmkomposition in München lehrte. Bei verschiedenen Meisterkursen in Wien lernte sie schlussendlich bei Alexandre Desplat (Grand Budapest Hotel), James Newton Howard (The Dark Knight) und Danny Elfman (Alice in Wonderland). 
2015 lernte sie Kameramann Peter Zeitlinger (Begegnungen am Ende der Welt) und Regisseurin Silvia Zeitlinger kennen und komponierte von da an Filme wie Cabin at the River, The World is One, Fenster zur Welt, 2077 - Somewhere on Planet Earth. Zwei Jahre später eröffnete sie ihr eigenes Tonstudio Donelly Records, in dem sie ihre Filmmusik komponiert und aufnimmt, aber auch Eigenproduktionen wie Atlantis veröffentlicht. Seit 2020 ist Donelly Mitglied bei BML, Books, Music and Lyrics London und entwickelt Musicals am West End. Ihre Tochter Colleen Donelly kam August 2019 zur Welt, drei Monate später komponierte sie die Musik für den Kinofilm Angel in the wall (Angelo dei muri) von Regisseur Lorenzo Bianchini, für den sie im Mai 2023 den Vespertilio Award für die beste Filmmusik gewann.
Neben ihrer Arbeit an der Musik zur 3. Staffel der ARD-Serie Am Pass, ist sie jüngst Mitglied des Soko Leipzig Teams und fand mit Ghost Haunting von Three Headed Monkey Films Einzug in die Gameswelt. 
Seit Ende 2021 komponiert sie für eine neue Cabaret Chanson Bühnenshow für ihr neues Ensemble passivattraktiv mit Texter Rune Baruschke, Sänger Rafael Albert und Sängerin Lisa Hintzke. Die Show Irgendwas mit Kultur feierte im September 2022 ihre Premiere im Art Stalker Berlin und wurde vom Publikum im Zuge von Arno Zillmers Open Mic im März 2023 zum Act des Monats und später im Dezember 2023 zum Act des Jahres in der Wabe Berlin gewählt.
Sie ist Mitglied der Alliance for woman film composers, WIFT (Woman in Film and Television) und ist Gründungsmitglied des neuen Filmkomponistinnen Kollektivs 8 Score. Vertreten wird sie durch ihren Agenten Alexander Hemmpel.

### Soziales Engagement
Im Jahr 2024 erhielt Donelly die Ehre im Kulturausschuss des Deutschen Bundestag über das Thema Vereinbarkeit von Familie und Beruf in der Kunst- & Kulturbranche zu sprechen. Im selben Jahr eröffnete sie die Soundtrack Cologne mit dem Thema Filmmusik und Selbstständigkeit und veranstaltet dort, sowie bei den Filmmusiktagen Sachsen-Anhalt Panels im Rahmen der Zukunftsförderung.
Immer wieder tritt Donelly mit Themen rund um Filmmusik und die Rolle der Frau an die Öffentlichkeit; die letzten Male bei NDR2 und NDR Kultur Interview mit Bita Schafi-Neya oder auch bei Deutschlandfunk Kultur, im Rahmen des Magazins für Popkultur Kompressor mit Gesa Ufer.
November 2024 wird Donelly erstmalig in der Jury des Deutschen Filmmusikpreises vertreten sein.